# La Guerre des dieux (bande dessinée)
Pour les articles homonymes, voir La Guerre des dieux.
La Guerre des dieux est une série de bande dessinée fantastique française, troisième cycle des Chroniques de l'Antiquité galactique après Le Fléau des dieux et Le Dernier Troyen, créée par la scénariste Valérie Mangin et le dessinateur Dean Yazghi ainsi que la coloriste Dina Kathelyn, éditée le 24 février 2010 par Quadrants dans la collection Solaires.

## Personnages
- Achille
- Agamemnon
- Calchas
- Ulysse

## Publications en français

### Albums
- 1 De Bruit et de fureur, Quadrants, collection Solaires,  (ISBN 978-2-302-00570-9), février 2010
Scénario : Valérie Mangin - Dessin : Dean Yazghi - Couleurs : Dina Kathelyn
- 2 De Sang et d'or, Quadrants, collection Solaires, À paraître
Scénario : Valérie Mangin - Dessin : Dean Yazghi - Couleurs : Dina Kathelyn